# Oceà de magma lunar

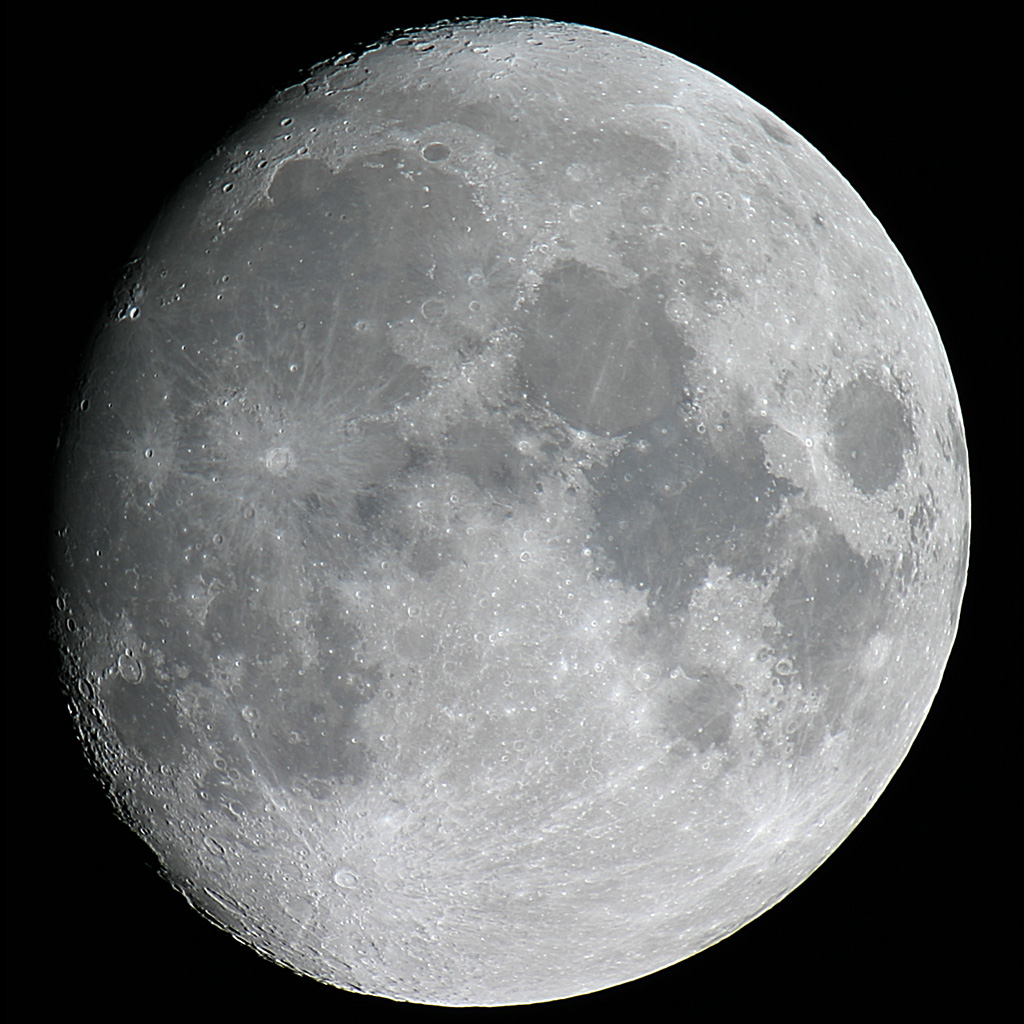
Oceà de magma lunar

Segons la hipòtesi del gran impacte, la formació de la Lluna va alliberar una gran quantitat d'energia, implicant que una gran part de la Lluna va estar una vegada completament fosa, formant un oceà de magma lunar. Les evidències que va existir aquest oceà de magma provenen de la composició de l'escorça de les terres altes lunars, rica en anortosita, així com de l'existència de roques amb una concentració alta del component geoquímic anomenat KREEP.
S'han investigat les edats de formació i cristal·lització de l'oceà de magma lunar estudiant isòtops de hafni, tungstè, samari, i neodimi. L'oceà de magma es va formar aproximadament 70 milions d'anys després de la formació del sistema solar, i la major part de l'oceà estava cristal·litzant-se uns 215 milions d'anys després (Brandon, 2007).